# Idioma hitnü
El idioma Hitnü (Jitnu o Macaguán) es una lengua de la familia guahibana, que es hablada por la etnia Hitnü, en los resguardos indígenas de La Vorágine y San José de Lipa, entre los ríos Lipa y Ele, en el municipio de Arauca y en Puerto Rondón.

## Fonología
El idioma Hitnü tiene 16 consonantes y 6 vocales orales, cinco de las cuales se presentan en segmentos nasalizados.

### Vocales
|          | Anteriores | Centrales | Posteriores |
| -------- | ---------- | --------- | ----------- |
| Cerradas | i ĩ        | ɨ (ʉ)     | u ũ         |
| Medias   | e ẽ        |           | o õ         |
| Abiertas |            | a ã       |             |

### Consonantes
|              |              | Bilabiales | Dentales | Laterales | Palatales | Velares | Glotales |
| ------------ | ------------ | ---------- | -------- | --------- | --------- | ------- | -------- |
| Oclusivas    | Sordas       | p          | t        |           |           | k       | ʔ        |
| Oclusivas    | Sonoras      | b          |          |           |           |         |          |
| Fricativas   | Fricativas   |            | s        |           |           |         | h        |
| Africadas    | Africadas    |            | t͡s       |           | tʃ (ch)   |         |          |
| Nasales      | Nasales      | m          | n        |           |           |         |          |
| Lóquidas     | Lóquidas     |            | r        | ɾ         |           |         |          |
| [Semivocales | [Semivocales | w          |          |           | j (y)     |         |          |